# Garát Zsombor
Garát Zsombor (Budapest, 1997. július 27. –) magyar válogatott jégkorongozó, hátvéd.

## Kezdetek
Kiváló szorgalmával és munkabírásával kitűnt a csapatból. 2013-ban az ifjúsági négyes torna legjobb hátvédének választották, ekkor még serdülő korú volt. A másik három csapatot csak megszorongatni tudták, de Zsombor szerint közel voltak a győzelemhez, és a csapat abszolút mindent beleadott. Védőtársa azon a tornán Kocsis Ferenc volt (akinek ez volt az első válogatott fellépése), Garát szerint sok érdeme volt abban, hogy megkapta a különdíjat.

## Amerikai kitérő
Már régebben elhatározta, hogy Észak-Amerikában akar játszani egy egyetemi bajnokságban. Egy budapesti egyetemi tájékoztatóra amerikai iskolák is eljöttek, Zsombor pedig kiválasztotta azt, amelyiknek a hokicsapata az első ligában játszik. Az iskolák vezetőivel nem találkozhatott, de a szülei képviselték őt, és minden jót mondtak róla. A Boston tehát megtartotta érdeklődési szándékát Garát iránt, és megkérték a fiatal védőt, küldjön videót, és maradjanak kapcsolatban. Később kiderült, hogy idejárt Holéczy Roger is, aki szólt egy pár szót az érdekében. Garát részt vett a Chowder Kupán, ahol jól játszott, ami felkeltette a Boston Bandits figyelmét, akik azonnal szerződtették.

## Újra Magyarországon
Hazatérése után kicsivel Rick Chernomaz (mint ahogy azt alant írjuk) jelölte őt a 2016-os hoki vb kiutazó keretébe. A visszatérése után is megmaradt lelkesedése a sport iránt, egyesek szerint ő a nagy reménység a hazai hokisportban. Mint ahogy azt ő is mondta, Amerikában sokat tanult, viszont a magánnyal sokat küszködött, ámde sok tapasztalatot szerzett a világ legerősebb hokiországában, egy erős egyetemi bajnokságban.

## Válogatott
4 világbajnokságon négy aranyérmet szerzett az ifjúsági csapattal, a korosztályos válogatott legrutinosabb játékosának tartják. Nagyon szorgalmas, eddig alig hagyott ki válogatott táborokat, a junior válogatottak között ingázik sokszor, Rick Chernomaz pedig kifejezetten bízik benne. A junirok szerencsére mindig vették az akadályokat, és akkor sem ijedtek meg, amikor a 2014-es decemberi U18-as jégkorong tornán csupa, eddig ismeretlen ellenféllel csaptak össze. A 2016-os IIHF jégkorong-világbajnokságra felnőtt válogatott meccs nélkül nevezték a kiutazó keretbe.

## Érdekességek
1 fiú testvére van: Garát Kevin Bálint. Ezenkívül jó barátok Kiss Zsomborral, aki szintén a MAC jégkorongozója volt.